# Kaszás László (labdarúgó)
Kaszás László, Kaszner (Budapest, 1938. február 18. –) magyar labdarúgó, középcsatár.

## Sikerei, díjai
- Magyar bajnokság
  - bajnok: 1957-tavasz
- A Gépipar Kiváló Dolgozója (1956)[1]